# Brožovaná tkanina
Brožovaná tkanina

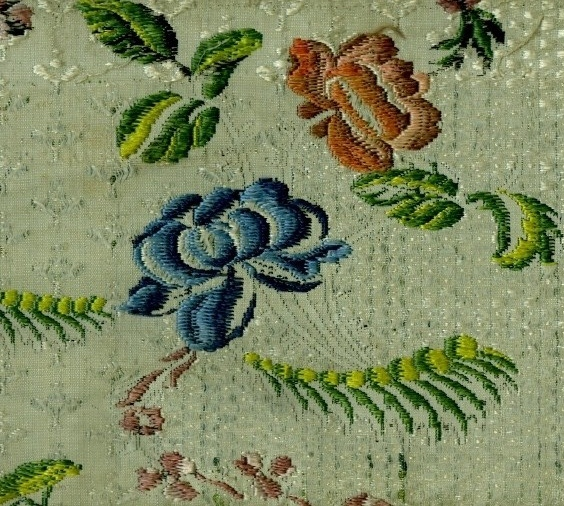
Brožovaná hedvábná tkanina ze 2. poloviny 18. století

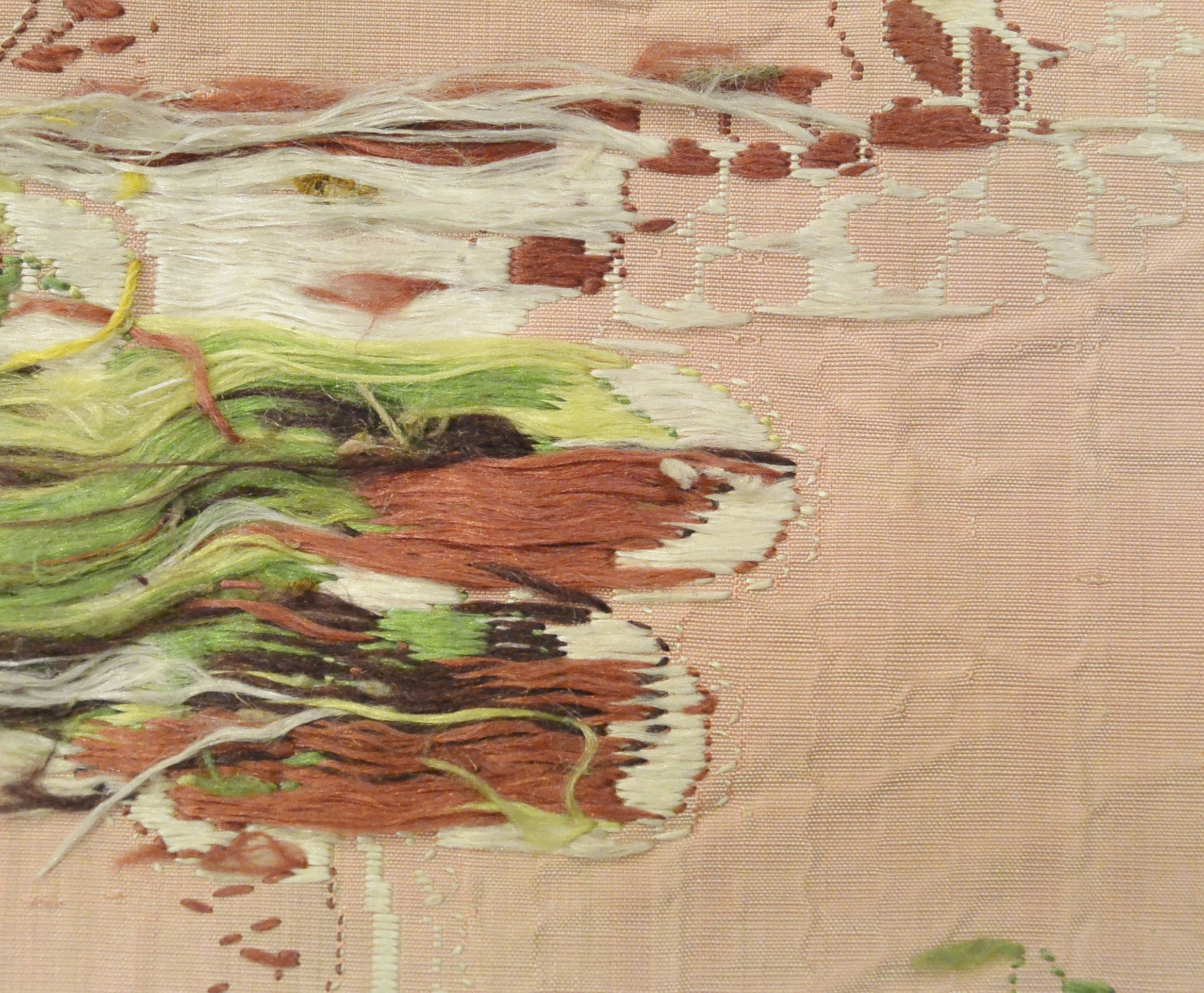
Rubní strana brožované hedvábné tkaniny

(franc.: broché=připnutá) je látka se vzory, kterými se napodobují výšivky.

## Historie brožování tkanin
Technika brožování tkanin (angl. swivel weave) byla známá v severní Číně už v 10. století. Za předchůdce brožovacího stroje v Evropě je pokládán ruční  stuhový „nizozemský stav“  (tkaní 10 až 30 stuh současně), který byl podle některých historiků v provozu v Gdansku asi v roce 1580. Na kontinentě byl sice známý (viz nákres z roku 1786 v Galerii) ale jeho širší použití bylo ve většině států až do konce 18. století zakázáno. Zlepšením konstrukce a postupnou přeměnou ze stuh na široké tkaniny se zabývalo několik vynálezců a techniků (např.  John Kay a John Stell dostali v roce 1745 patent na swivel loom, stroj se vzorovacími brožovacími člunky). Na zdokonalení brožovacího stoje pracoval také tkalcovský mistr a kreslíř Lasalle ve francouzském Lyonu. Lasalle v období pozdního rokoka  vyvzoroval a utkal brožované tapety hodnocené jako vynikající umělecká díla.
Z pozdější doby jsou brožované výrobky známé jen z odborné literatury. Na trhu se vyskytují podobné, strojově vyrobené napodobeniny výšivek jako lancé, lancé decoupé aj.

## Druhy brožovaných tkanin
Vyrábí se z bavlněných, vlněných i syntetických přízi.
- Brožování se zhotovovalo na speciálních tkacích strojích, na kterých se mimo osnovy a útku zanášel člunečky řízenými žakárovým ústrojím další, brožovací útek. K vedení a pohonu člunečků sloužilo přídavné, tzv. brožovací bidlo, vzory mohly být vytvořeny i vícebarevnými útky na lícní nebo na obou stranách tkaniny.

Pravidelné vzory se tvořily i vícebarevnými útky na lícní straně tkaniny (poloviční broché) nebo na obou stranách (plné broché) tkaniny. Niti, které spojovaly brožovací vzory se později odstřihly. Nepravidelné efekty se se však daly vytvořit jen s ručně zanášenými útky. Jejich výroba je velmi nákladná, denní výkon tkalce obnáší údajně jen 10 cm brožované tkaniny. Unikátní exempláře byly nabízeny např. v roce 2010 za 3000 USD/yard. 
Praktické použití těchto strojů není asi od poslední třetiny 20. století známé.
- Imitace broché se tkala na (ručních nebo mechanických) strojích s přídavným vyšívacím bidlem nebo ojehlenou lištou s vyšívacími hřebeny. Vyšívací niti na napodobeninách neběžely paralelně se základní osnovou nebo útkem – tím se lišily od pravého broché. Zboží tkané touto technikou není na trhu už asi od poloviny 20. století.[6]

- Amatérské brožování se provádí na ručních stavech. Útek základní tkaniny se zanáší člunkem, vzorovací útek je navinutý na vřetýnku ve tvaru trnu nebo je svinutý do přadýnek, nit se na patřičném bodu vazby odstřihne. Popis techniky a návody k provedení jsou v 21. století století známé jen ze starších publikací.[9]

- Broché se dá vyrábět jako osnovní pletenina na rašlech s žakárovými kladecími přístroji.Technické podrobnosti a rozsah použití nejsou veřejně známé.[10]
- Lancé je podobné brožované tkanině, zde se však dodatečný útek vede přes celou šířku tkaniny.

## Galerie brožování tkanin

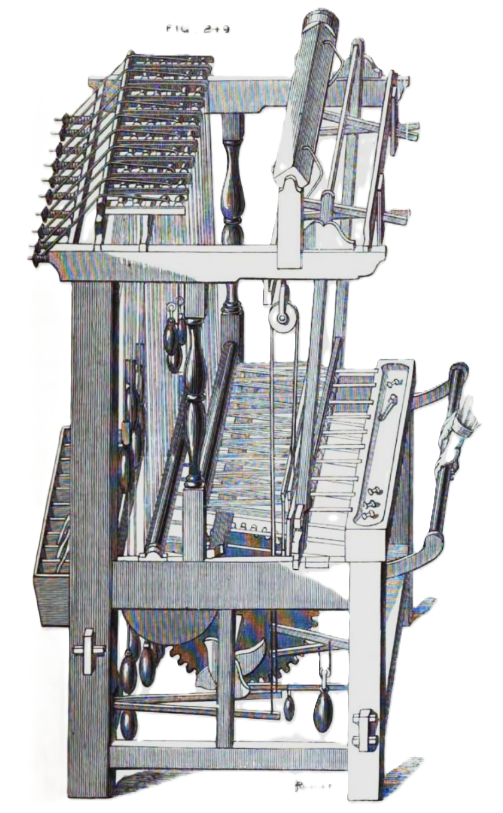
Schematický nákres „nizozemského“ stavu známého od  konce 16. století také pod označením „swivel loom“
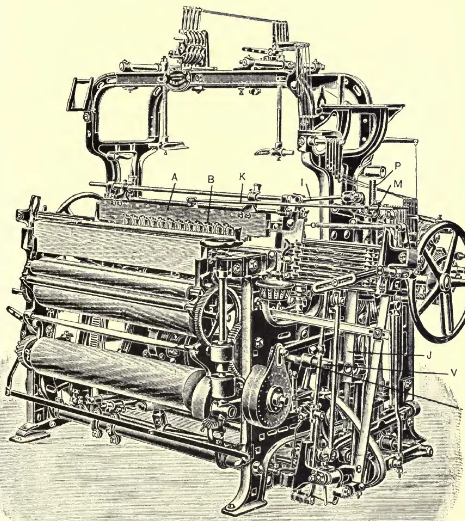
Tkací stroj se vzorovacími člunky na zatkávání útkvých vzorů (swivel weave) z konce 19. století
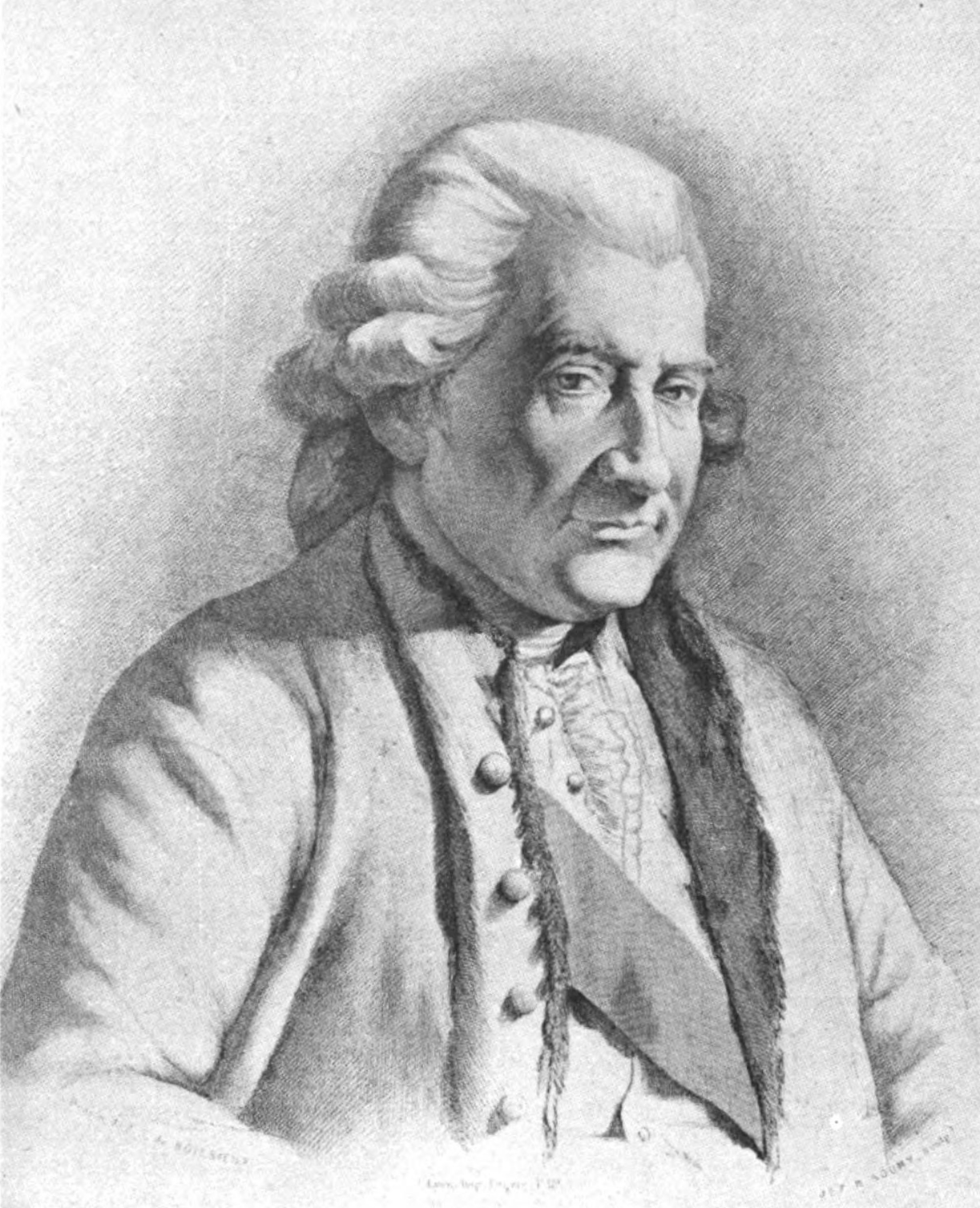
Philippe de Lasalle (1723-1804) tvůrce uměleckých brožovaných tkanin
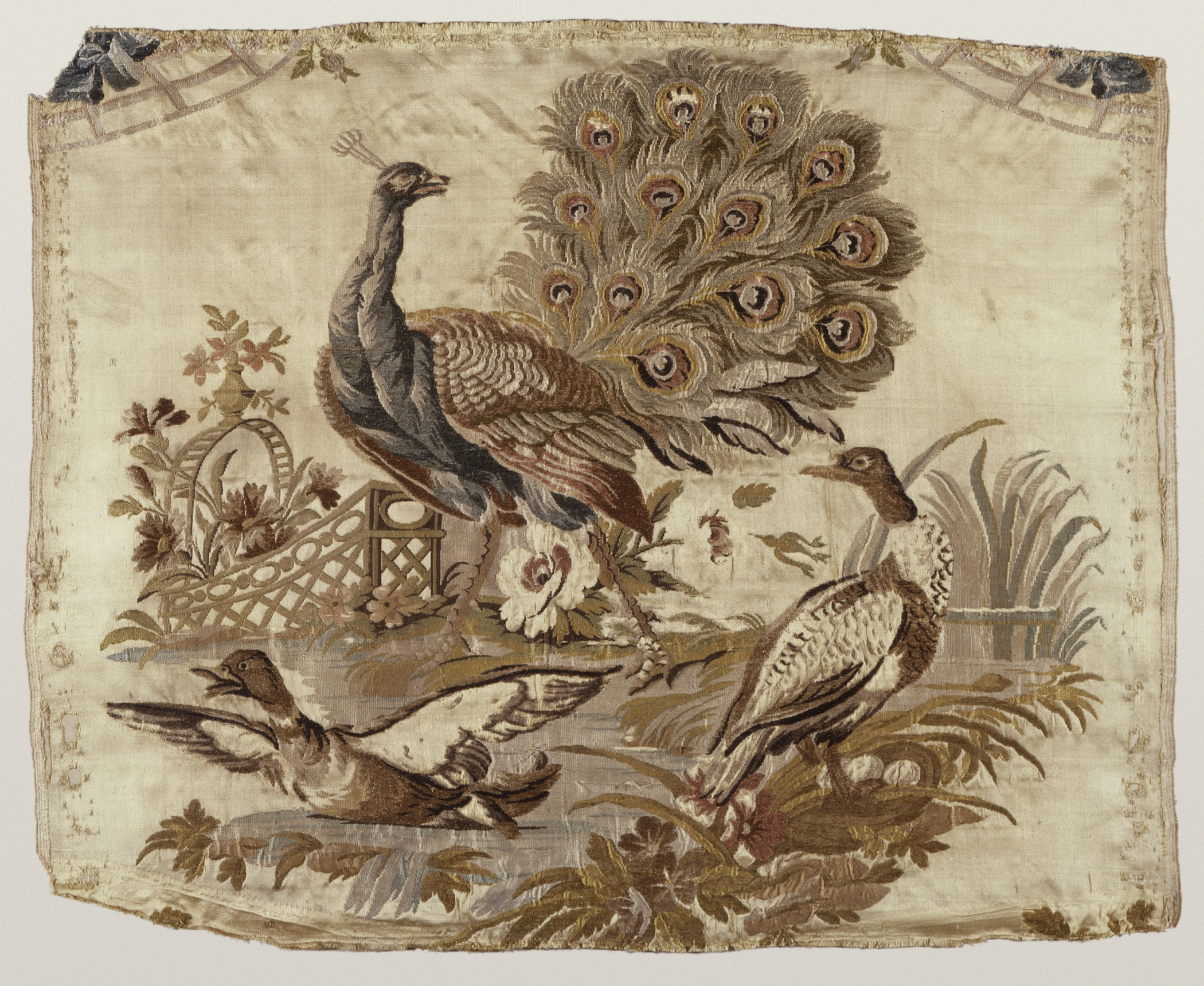
Fragment: žinylkový brokát na saténovém podkladu (de Lasalle asi 1765)
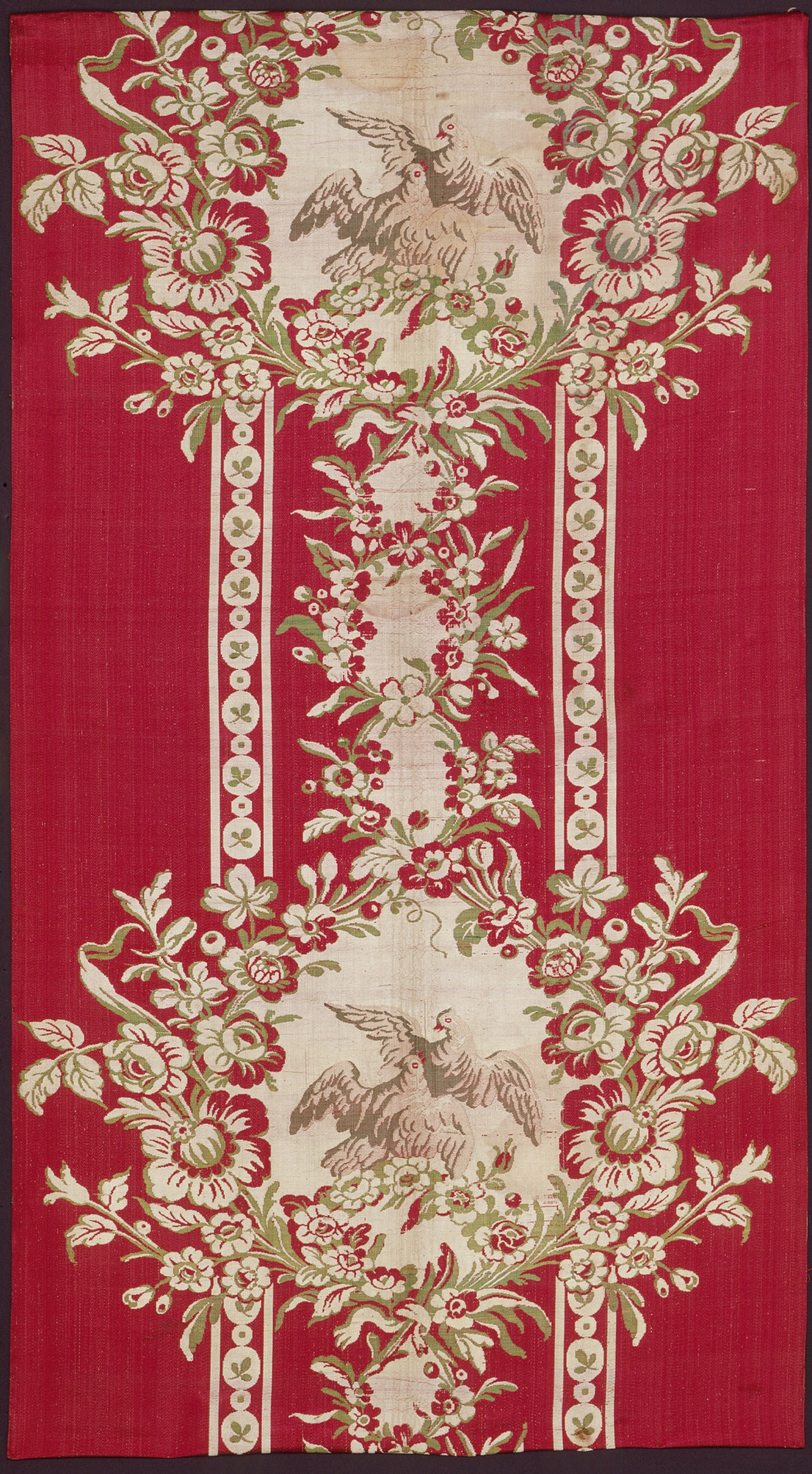
Hedvábný brokát na hedvábném damašku (de Lasalle asi 1780)
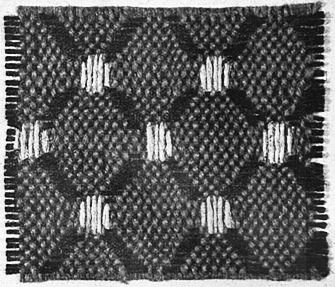
Brožovaná tkanina ze skané jutové příze (2. dekáda 20. století)